# Колко е важно да бъдеш сериозен
Колко е важно да бъдеш сериозен (на английски: The Importance of Being Earnest) е комедийна пиеса в три действия от Оскар Уайлд. Изпълнена е за пръв път в театъра „Сейнт Джеймс“ в Лондон на 14 февруари 1895 г. Последната пиеса на Уайлд, считана от някои за негово върховно постижение, Колко е важно проследява Джон Уърдинг, провинциален мирови съдия, който за да се измъкне от отговорности възприема фалшива самоличност. Пиесата е многократно поставяна, включително и на българска сцена и филмирана поне три пъти.

## Написване
Най-популярното мнение между учените е, че Уайлд използва пиесата на Уилям С.Гилбърт Сгодени от 1877 г. за вдъхновение.  Насърчаван да пише, след неимоверния успех на предишните му комедии, Ветрилото на лейди Уиндърмиър и Жена без значение, Уайлд списва пиесата за няколко дни по време на престоя си в Уърдинг през лятото на 1894 г. 
Уайлд редактира текста в продължение на няколко месеца. Чарлз Рикетс, илюстратор на Уайлд, споделя, че в началото пиесата е значително по-сложна, и е поставена в миналото, но впоследствие опростена. Сос Елтис описва редакциите на Уайлд над първите и най-дълги ръкописи, Уайлд трансформира „стандартен нонсенс в по-систематична и разконцентрираща нелогичност, което характеризира диалога на Колко е важно.“ 
След завършването на пиесата, Уайлд се колебае да я представи на Джордж Александър, собственика на театър Сейнт Джеймс, тъй като театърът е известен със сериозните си постановки, и още повече на два пъти на Уайлд е отказана сцена. Но след провала на Гай Домвил на Хенри Джеймс, Александър се обръща към Уайлд и приема да постави Колко е важно.
В хода на репетициите, Александър настоява Уайлд да скъси пиесата от четири действия на три, като Уайлд премахва дошлия от Лондон адвокат Грибзби и арестуването на Алджърнън, и също така скъсява репликите на някои второстепенни герои. Четири актовата пиеса се изпълнява за първи път по радио BBC.

## Сюжет

### Действащи лица[8]
- Джон Уърдинг – мирови съдия, който в града се подвизава под фалшивото име Ърнест. Фамилията е заета от град Уърдинг, където Уайлд пише пиесата.
- Алджърнън 'Алджи' Мънкрийф – негов приятел, който във второ и трето действие се представя за негов брат.
- негово преподобия каноникът ЧЕЗЮБЪЛ – доктор по богословие
- Мистър Грибзби – адвокат (изхвърлен от финалната редакция)
- Меримън – иконом
- Лейн – слуга
- Моултън – градинар
- Лейди Бракнъл – леля на Алджи и майка на Гуендълин. Ричард Елман предлага, а че образа на Лейди Бракнъл е заимстван от мис Емили Уорън, сестра на лейди Уайлд, генералска съпруга със силни про-монархически и про-юниобнистки възгледи. [9] Името на героинята произлиза от община Бракнъл където живее лейди Куийнсбъри, майка на лорд Алфред Дългас, любовник на Уайлд.
- Гуендълин Феарфакс
- Сесили Кардю
- мис Призм – гувернантка

### Първо Действие
Малка приемна в апартамента на Алджърнън на Халф Муун Стрийт. Време – наши дни
Лорд Алджърнън Мънкрийф, млад и циничен джентълмен, очаква свои роднини – леля си лейди Огъста Бракнъл и братовчедка си Гуендълин. Докато ги очаква, поглъща един след друг сандвичите, които прислужникът му Лейн приготвя специално за Лейди Бракнъл. Приема приятеля си Джак (когото познава под името Ърнест), който е изкарал последната седмица в провинцията. Завръща се е специално за да се срещне с братовчедката на Алджърнън, Гуендълин и да ѝ предложи брак. Алджърнън се противопоставя, от една страна, защото според него, жените не се омъжват за мъже с които флиртуват, от друга, защото настоява да разбере коя е Сесили. Ърнест отрича да познава подобна личност, при което Алджърнън позвънява на прислужника си и взема от него табакера, която Ърнест забравил у дома му, и прочита надписа от Малката Сесили, с най-нежна обич на скъпия чичо Джак.
Така Ърнест разкрива пред приятеля си двойния живот, който живее. Отгледан от сър Томас Кардю, след смъртта му е направен настойник на неговата внучка Сесили Кардю, която живее в провинцията с гувернантката си мис Призм, и го познава като ‘чичо Джак’. За да се освободи от задължения, той създава несъществуващ брат на име Ърнест, живеещ в Лондон, когото да 'посещава' и така да напуска имението и да се забавлява в столицата. Но възнамерява да унищожи мнимия си брат, защото привлича прекалено много въпроси от Сесили. Алджърнън отдавна знае, че Ърнест е „скрит бънбарист“. Алджърнън, подобно на него, си е създал мним болен приятел на име Бънбъри, с чието неразположение се извинява от досадни задължения, като вечери с роднини. Обещава на Джак, че ще измъкне леля си в съседната стая и ще му даде време да предложи на Гуенделин.
Лейн въвежда Лейди Бракнъл и Гуенделин. Лейди Бракнъл е недоволна, от срещата с Ърнест. Докато тя разговаря с Алджърнън, Гуендълин сяда до Джак. Алджърнън обсъжда с леля си музиката за бъдещо събиране, и я отвежда в съседната стая за да обсъдят репертоара. Остават сами и Джак признава привързаността си към Гуендълин. Тя на свой ред му разказва, как е неин идеал да се влюби в някой на име Ърнест – име което ѝ вдъхва доверие, каквото никое друго име не би могло. Джак (вече решен да си смени името на Ърнест) пада на колене и ѝ предлага брак, като тя приема. Двамата са хванати в тази поза от лейди Бракнъл, която отпраща дъщеря си в каретата и подлага Джак на изпитание, което, по нейните думи, изготвила съвместно с херцогинята на Болтън.
Разпитва Джак за възрастта му, неговите доходи и недвижими имоти. Когато става дума за семейството му, Джак признава, че не познава родителите си; намерен е от сър Томас Кардю в пътна чанта в гардероба на гара Виктория. Ужасена от мисълта да сроди дъщеря си за някой произхождащ от пътна чанта, лейди Бракнъл го съветва да изнамери родители, от който и да е пол, преди да потърси дъщеря ѝ отново. Напуска и оставя Джак и Алджърнън сами. Двамата обмислят как да продължат деня си, когато Гуендълин се завръща, развълнувана от чутата история за произхода на Ърнест. Моли го за адреса му в провинцията (който Алджърнън записва на ръкава си) и му обещава, че е готова на всичко, дори и на отчаяна стъпка. Джак и Гуендълин напускат, а Алджърнън изпраща Лейн да събере багажа му с принадлежности за бънбъросване. Разкритието за младата и богата храненица на Джак го мотивира да се срещне с нея.

### Второ Действие
Градината в имението на мистър Уърдинг, Ултън
Мис Призм се опитва да убеди ученичката си да седне на масата и да се захване с урока си по немска граматика. Момичето отказва, защото смята, че от немската граматика става по-грозна. Гувернантката настоява, защото настойникът на Сесили, Джак, както всеки път когато заминава да се оправи с безпътния си брат Ърнест, настоява Сесили да наблегне върху немската граматика. Това започва разговор за Джак и безпътния Ърнест, прекъснат от пристигането на каноникът, д-р Чезюбъл. Сесили подканва гувернантката си да се разходи с него.
В отсъствието на Мис Призм, прислужникът Меримън обявява пристигането на мистър Ърнест Уърдинг. Очарована от идеята да се срещне с ‘истински покварен човек’, Сесили го кани. Влиза Алджърнън, който се представя за Ърнест, брат на настойника ѝ Джак. Двамата разговарят за желанието на ‘Ърнест’ да започне нов живот, а Сесили го кани в къщата да хапне.
Мис Призм и Д-р Чезюбъл се връщат в градината и разговарят за семейното положение на каноника, който настоява, че ранно християнската догма отрича брака, когато Джак, облечен в траур се появява на вратата. Съобщава им за смъртта на брат си Ърнест, за която му съобщили по телеграма от Париж. Двамата поднасят съболезнования, а Чезюбъл предлага да спомене Ърнест в неделната си служба. Джак го пита дали ще е удобно да мине да бъде кръстен повторно – защото не помни първото си кръщение. Докато уговарят часа, от къщата излиза Сесили, която привиква настойника си да види голямата изненада – току-що пристигналия му брат Ърнест. Излиза Алджърнън. Сесили кара настойника си да се помири с брат си и да му подаде ръка, в противен случай няма да му проговори. Джак подава ръка и прошепва на Алджърнън, че му е време да си върви. Всички го оставят насаме, и Джак настоява, той да напусне имението с влака в 4:05.
Джак излиза. Сесили се доближава до Алджърнън и той ѝ споделя, че е изгонен. Докато двамата се сбогуват, Сесили решава да го задържи тайно. Разказва му за техния годеж, който запланува още откакто чува от Джак за безпътния му брат Ърнест. Показва му дневника си, в който е записва подробности относно годежа им, и сноп писма, които тя си изпраща от негово име. Дори веднъж разтрогва годежа, но го подновява когато Ърнест 'ѝ изпраща' умолителни писма и диамантено колие. Още от началото била готова да му прости, заради името му. Подобно на Гундълин, има мечта да се влюби в някого на име Ърнест. Алджърнън се сбогува с нея и потегля към дома на каноника Чезюбъл, за да бъде прекръстен.
Меримън оповестява пристигането на Гуендълин, която побягва за да се събере с Джак. Сесили и Гуендълин разговарят и достигат до извода, че и двете са сгодени за мистър Ърнест Уърдинг. Докато двете сравняват дневниците си и спорят за това коя е истинската му годеница, влизат Джак и Алджърнън. Момичетата разкриват измамата и настояват Джак да им представи брат си Ърнест, за когото и двете са сгодени. Джак признава, че няма брат, и никога не е имал. Момичетата влизат в къщата. Двамата мъже остават сами в двора. Алджи се успокоява като поглъща кифлички с масло. Джак се отпуска отчаяно на стола си.

### Трето Действие
Приемна в имението 
Двамата мъже се доближават до своите годеници. Двете дами ги разпитват за причините на тяхната измама. Алджърнън се оправдава с желанието си да се срещне със Сесили. Джак – с желанието си да бъде близо до Гуендълин. Те им прощават, но остава въпросът с имената им. Двамата им признават, че са готови да бъдат кръстени само и само за да бъдат с любимите си. Момичетата се възхищават на невероятната им смелост.
Меримън съобщава за пристигането на лейди Бракнъл. Научила от подкупена камериерка за бягството на дъщеря си, Лейди Бракнъл хванала първия влак за да я върне. Щом научава за годежите на дъщеря си и племенника си, забранява на Джак да се среща с Гуендълин и се опитва да забрани на Алджърнън да се венчае за Сесили, поне докато Джак не споменава за оставеното ѝ наследство. За да подсигури удобството на внучка си, сър Томас Кардю ѝ оставил, освен четири имения, солидната сума от 130 000 паунда в облигации. Лейди Бракнъл размисля за Сесили и дава благословията си. Джак се противопоставя. Като неин настойник той ѝ забранява да се жени за Алджърнън, заради пристигането му в имението, представянето за негов брат и цялата измама за съществуването на Бънбъри. Но би склонил, ако Лейди Бракнъл разреши той и Гуендълин да бъдат венчани също. Лейди Бракнъл настоява, че е невъзможно.
Влиза каноникът Чезюбъл, който съобщава на всеослушание, че всичко за кръщенията на двамата господа е готово. Разочарована от начина по който Алджи си пилее времето, лейди Бракнъл забранява на племенника си да бъде кръщаван повторно. Джак го отпраща, убеден, че кръщението няма да му помогне в настоящото положение. Каноникът се сбогува, и споменава, че е чул от клисаря, че мис Призм го очаква във вестиария.
Изненадана, Лейди Бракнъл го спира и го моли да повика тази мис Призм с която има желание да поговори. С пристигането ѝ, лейди Бракноъл я напада с въпроса, „Призм, къде е бебето?“ Бивша бавачка на сем. Монкрийф, Призм излиза един ден с бебе в количка, и изчезва. Количката е намерена, изоставена с един сладникав тритомен роман, авторство на Призм, без следа от бебето. Призм признава, че в момент на слабост е оставя ръкописа в детската количка, а бебето в пътна чанта, предназначена за издателска къща, която оставя в гардероба на гара Виктория. Джак, който чува разговора, побягва на горния етаж, от където се чува трясък от местене на мебели, и се връща с кафява кожена чанта. Мис Призм познава своята чанта. Джак признава, че той е намереното в чантата бебе. Лейди Бракнъл обяснява, че бебето е най-възрастният син на сестра ѝ, мисис Монкрийф и съпруга ѝ Генералът, и съответно, по-големия брат на Алджернън. На въпроса какво е истинското му име, лейди Бракнъл обяснява, че е същото като на баща му, но за жалост не си го спомня. Алджи, никога дори не е разговарял с баща си, който е починал, когато бил на три. Джак раздава военни справочници, с надеждата да го открие там. Намира Ген. Монкрийф, Ъренест, Джон.

Изненадан, че през цялото време казва истината, Джак се прегръща с Гуендълин. Алджи – със Сесили, а д-р Чезюбъл, размислил за ранната църква и брака – с мис Призм. Недоволна от това, че е изпуснала поредния влак, Лейди Бракнъл заявява, че племенникът ѝ е станал съвсем несериозен, на което Ърнест отговаря, 
| „ | – Напротив, лельо Огъста, сега открих, за пръв път в живота си колко е жизненоважно да бъдеш сериозен. | “ |

## Премиера и изпълнения

### Лондонска премиера 1895
Първото изпълнение на пиесата е под режисурата на Джордж Александър в театър Сейнт Джеймс (по Свети Валентин 1895). Премиерата е посетена от множество високопоставени гости „бивши министри и кралски съветници, както и актьори, писатели, академици и ентусиасти.“ 
Оригиналният актьорски състав включва:
- Джон Уърдинг – Джордж Александър
- Алджърнън Мънкрийф – Алън Ейнсуърт
- преп.каноник Чезюбъл – Х.Х.Винсент
- Меримън – Франк Дилан
- Лейн – Ф.Кинси Пейл
- Лейди Бракнъл – Роуз Лекларк
- Гуендълин Феарфакс – Айрийн Банброу
- Сесили Кардю – Ивлин Милар
- Мис Призм – г-жа Джордж Канинг

Премиерата е белязана от личния спор между Уайлд и Джон Дъгас, маркиз Куийнзбъри. Маркизът, разкрил интимната връзка между Уайлд и сина си, лорд Алфред Дъглас, изпраща многократно заплахи до Уайлд. В нощта на премиерата, маркизът възнамерявал да посети пиесата и да замери автора с букет развалени зеленчуци. Алексндър и Уайлд научават, билета на Куийнзбъри е анулиран и полицейска охрана е привикана за да спре проникването му в сградата.
Впоследствие Уайлд подава граждански иск срещу Куийнзбъри, завършващ с обвинението и осъждането на Уайлд по обвинения в неприличие, за която той излежава две години затвор. Въпреки тежките опити на Александър да спаси пиесата, като сваля името на Уайлд от афишите, пиесата закрива след 86 представления.

### По-късни постановки
След като творбите на Уайлд отново се завръщат на сцена и печат, Колко е важно получава най-много адаптации от всички пиеси на Уайлд. До стогодишнината от първата премиера, журналистът Марк Лосън я описва като „втората най-добре позната и цитирана английска творба след Хамлет“.
До смъртта на Уайлд в 1900 г., пиесите му остават неизпълняеми, опетнени от лошото му име. Джордж Александър възстановява изпълненията на Колко е важно в Нотинг Хил в 1901 г., после на Уест Енд в Сейнт Джеймс на 13 септември 1902 г. и отново в 1910 г., всяка продукция изкарва по 6 седмици.
Сборник с всички трудове на Уайлд публикуван в 1908 г. под редакцията на Роби Рос спомага за възстановяването на името му като автор. Александър възстановява отново пиесата в 1909 г., като този път изкарва 316 изпълнения. Макс Бийърбаум отбелязва, че пиесата със сигурност ще се превърне в класика на английската сцена.
В продукцията на Найджъл Плейфеър от 1930 г., в театър Лирик, Хамърсмит, Джон Гилгуд в ролята на Джак, играе срещу леля си Мейбъл Тери-Люис като Лейди Бракнъл. Играят отново в 1939 г. в театър Глоуб (днес театър Гийлгуд) заедно с Идит Еванс (Бракнъл) Джойс Кери (Гуендълин), Анджела Бадли (Сесили) и Маргарет Ръдърфорд (мис Призм). The Times възхвалява изпълнението, наричайки го „най-доброто от оригиналната постановка насам“.
За представлението в Националния театър в 1982 г. под режисурата на Питър Хол, Джуди Денч заема ролята на Лейди Бракнъл, Мартин Джарвис е Джак, Найджъл Хеквс е Алджи, Зоуи Уанамейкър е Гуендълин и Анна Мейси е Призм. Адаптацията от 1993 г. в Олдуик Тиътър с участието на Маги Смит е запомнено с вметнатите препратки към предполагаемия гей подтекст.
В 2005 г., Аби Тиътър, Дъблин, поставя пиесата в изцяло мъжки състав; тя включва и самия Уайлд като герой. Пиесата отваря с него, седящ в парижко кафене, сънуващ за своята пиеса. Мелбърн Тиътър Къмпуни я поставя в декември 2011 г., с Джефри Ръш в ролята на лейди Бракнъл.

### На българска сцена
В българските театри пиесата е поставяна три пъти:
- Театър „Сълза и Смях“, сезон 1988/1989, с режисьор Емил Джамджиев
- Театър „Българска армия“ сезон 2002/2003 с режисьор Красимир Спасов
- Старозагорски театър сезон 2008/2009 с режисьор Красимир Спасов

### Кино адаптации
Изключвайки всякакви телевизионни адаптации, пиесата е качвана три пъти на голям екран. Първият през 1952 г., режисирана от Антъни Аскуит, включваща Майкъл Денисън (Алджи), Майкъл Редгрейв (Джак) Идит Евънс (лейди Бракнъл) Дороти Тютин (Сесили) и други. Ролята на Лейди Бракнъл е така добре изиграна, че по думите на Иън Маккелън „тя задържа актьори и зрители години по-късно“. Филмът печели БАФТА за Дороти Тютин и номинация за Златен Лъв на режисьора.
В 1992 г. Кърт Бейкър режисира версия с изцяло цветнокож актьорски състав, като действието се развива в САЩ.
Оливър Паркър адаптира филма отново в 2002 г. с Колин Фърт (Джак), Рупърт Еверет (Алджи), Джуди Денч (лейди Бракнъл) Рийз Уидърспун (Сесили) и Франсис О’Конър (Гуендълин). Версията на Паркър включва адвоката Грибсби, преследващ Джак до Хартфърдшър, (отрязан от финалния ръкопис на пиесата). Филмът е приет смесено, носейки само 58% одобрение от сайта Rotten Tomatoes.
Адаптацията от 2011 г. е филмова версия на Бродуейския ривайвъл на пиесата, режисиран от Брайън Бедфорд. Състава включва Дейвид Фър (Джон), Сантино Фонтана (Алджи), Шарлот Пери (Сесили), Сара Тофам (Гуендълин) и самия Бедфорд в ролята на лейди Бракнъл.

## Критика
Джордж Бърнард Шоу, който настоява, че драмата трябва да затрогва, както и да забавлява, рецензира пиесата в The Sunday Times, казва, че въпреки че я намира за ’изключително забавна’, я смята за „първата истински безсърдечна“ пиеса на Уайлд. 
Подобно, Уилям Арчър от The World, въпеки, че се забавлява, открива, че пиесата е лишена от смисъл: „Какво може бедният критик да направи с пиеса, която не издига никакви принципи, дали за изкуството или морала, създава свои собствени канони и конвенции, и не е нищо повече от своеволната изява на една неудържимо остроумна личност?“
Хърбърт Уелс в неподписана рецензия в Pal Mal Gazette нарича Колко е Важно една от най-свежите пиеси за годината, казвайки „би било трудно да намерим по-хумористична разправа с театъралните конвенции“. 
В The Speaker, А.Б.Уолкли се възхищава на пиесата и е един от малкото който я вижда като кулминация на драматическата кариера на Уайлд. Отрича че думата фарс е обида, или дори лишена от сериозност, казвайки: „То е все компактен нонсенс, нонсенс какъвто сцената не е виждала досега.“ 
Пиесата е толкова лека, че някои я сраняват с комедийна опера а не драма. The Times отбелязва „Историята е прекалено абсурдна за да върви без музика“.  Макс Бийърбаум възхвалява пиесата и я нарича „най-добрата и безспорно негова“ творба на Уайлд. Биографът на Уайлд Ричард Елман я нарича „корона“ на кариерата на Уайлд.

## В печат
НА
РОБЪРТ БОЛДУИН РОС
С ОБИЧ И ПРИЗНАТЕЛНОСТ
С нарастващата публичност на делото срещу Уайлд, последните му две пиеси, въпреки свалянето на името му от афишите, затварят скоро след ареста му. След две години тежък труд, Уайлд заживява в изгнание в Париж, където в 1898 г. Ленърд Смидърс се съгласдява да публикува последните две пиеси. Уайлд се показва като щателен редактор, включвайки подробен набор от сценични насоки, списъци на герои и настоява театралния афиш да бъде възпроизведен в книгата. 
Подобно в 1908 г., Робърт Рос създава сборник събрани произведения на Уайлд с намерението да възстанови неговото име на автор.

### В преводи
Заради изключителната си популярност, Колко е важно е преведена на множество езици, въпреки че специалната омофонна игра на думи в заглавието (Ernest – Ърнест, собствено мъжко име и earnest – искреност или сериозност) да представлява особено затруднение за преводачите. Може би най-лесният случай на превод е немският, тъй като английският и немският са родствени езици. Немският представя близко прилагателно (ernst) и собствено име (Ernst), така че играта на думи до голяма степен се запазва. Въпреки това има няколко начина заглавието да бъде преведено, като най-популярните са Bunbury oder ernst / Ernst sein ist alles и Bunbury oder wie wichtig es ist, ernst / Ernst zu sein.
Преводачите се насочват към три основни стратегии при работата с Колко е важно. Първо, запазване на имената в оригиналния им вид (като превода на български), но при който се губи жизнеността на заглавието. Второ, предложено от Ава Малаголи, да използва както английските имена, така и непреведеното прилагателно earnest, запазвайки играта, но рискувайки да обърка италианския читател. Третият предлага името Ърнест да бъде заместено с друго име, изразяващо подобна добродетел. Например има италиански версии, които предпочитат да дадат на пиесата заглавие като L'importanza di essere Franco/Severo/Fedele, приписвайки на героя искреност, сериозност или вярност. Френски преводи предлагат името Constant което работи както като собствено име, така и като качество на постоянство и сериозност.

### на български
Пиесата е преведена за първи път на български през 1984 г. в Избрани произведения на Уайлд в три тома. Побрана е в том 2, пиеси, под превода на Красимира Тодорова в пълния си вид (четири действия). Впоследствие е направено и индивидуално, двуезично издание на пиесата в нов превод.